# جایزه تمشک طلایی بدترین بازیگر مکمل مرد
جایزه تمشک طلایی بدترین بازیگر مکمل مرد (به انگلیسی: Golden Raspberry Award for Worst Supporting Actor) برای شناخت بدترین بازیگران مکمل شناخته میشود. این جایزه از سال ۱۹۸۱ به بازیگران مرد مکمل داده میشود.